# Penisola Barton
La penisola di Barton è una piccola penisola che separa la baia Marian dalla baia Potter all'estremità sud-occidentale dell'Isola di re Giorgio, nelle isole Shetland Meridionali in Antartide. Il luogo è stato denominato così dal Comitato britannico per i toponimi antartici nel 1963 in onore di Colin Barton, geologo del British Antarctic Survey che ha lavorato in questa parte dell'isola tra il 1959 e il 1961.
La stazione sudcoreana Sejong si trova qui.